# 夫兄弟婚
夫兄弟婚，也称利未婚、转房婚，是指女性在丈夫死后嫁给其兄弟的行为、习俗或法律。广义的转房婚也包括改嫁给夫家其他男性，例如亡夫的叔、伯、儿子（女方的亲生子除外）、侄、甥等。夫死後嫁給丈夫兒子的婚姻又稱收繼婚。多数社会都存在著夫兄弟婚。但社会对此类婚姻的态度可分为反对、中立、支持鼓励、甚至被认为是义务。其實是原始社會的群婚制度。（在江蘇省與河南漢族也有，有人說是開封猶太人風俗）
由于这样的男女双方本来就认识甚至熟悉，其结婚可能是个人选择。有的是出于经济考虑。贫困人家娶寡嫂、弟媳等，解决了赡养她们的问题，也省了聘礼。如果寡妇继承了财产，这样的婚姻可以防止家庭财富外流。社会视女性为夫家财产的时候，夫兄弟婚也可被理解为一种继承。另外政治也可成为夫兄弟婚的动机。例如英国的亨利八世娶其寡嫂凱瑟琳，目的是加强英国和西班牙王室的联盟。
有时候，夫兄弟婚也指女子同时以两个或多个兄弟为丈夫的情况。印度传说《摩诃婆罗多》中，黑公主同时嫁给了般度族的五兄弟。喜马拉雅山脉地区的藏族等有时会有这样的婚姻。但总的来说，一妻多夫制远不如一夫多妻制或一夫一妻制常见。

## 亞洲
汉族传统上不鼓励夫兄弟婚，特别是儒家兴起之后，社会舆论认为这是乱伦的一种，并立法禁止。明朝法律规定，娶父、伯、叔寡妇者判斩首，娶寡兄嫂或弟媳者判绞死。清朝也有类似的法律。
但在社会下层特别是贫困人家，弟娶寡嫂仍然常见，称为：旧婚、叔接嫂、嫂就叔、转婚等，臺灣則稱接竹篙。有的时候也有娶寡弟媳、表嫂等的情况。但隋唐（關隴集團）承鮮卑習俗，對收繼婚不以為忤：隋煬帝楊廣與其庶母宣華夫人及容華夫人有染；唐太宗李世民在玄武門之變後，就把其弟李元吉之妻楊氏立為妃；唐高宗李治把庶母才人武氏收入宮中立為昭儀，亦無不可。中华人民共和国建国后，依照《中华人民共和国婚姻法》，婚姻自由状态下的夫兄弟婚等收继婚是合法的。
蒙古族、哈萨克族、乌兹别克族、柯爾克孜族、赫哲族、藏族、满族等亚洲内陆的游牧部落中，夫兄弟婚是常见习俗。哈薩克人說馬死後皮歸主人，兄死後嫂子歸弟。還有十世紀的烏古斯人，即是土庫曼人，烏孫人也有此習慣。
西汉刘邦与匈奴冒顿单于安排王室和亲并互称兄弟。刘邦死后冒顿写信给吕后求婚，史稱嫚書事件。吕后大怒，想杀使臣并发兵征讨。大臣季布借白登之围的例子指出攻打匈奴的风险后，她改写信婉拒，冒顿于是以两国习俗不同给自己下台阶。后来汉朝嫁乌孙的细君公主、解忧公主和嫁匈奴的王昭君，在原任丈夫死后都按照习俗改嫁了继位的前昆彌（烏孫君主）或單于（匈奴君主）之子（细君公主再嫁的是其孙）。
同辈或不同辈的收继婚是蒙古人的传统，在蒙元被保留。蒙古人内部的收继婚多为合法，但受汉族影响有所松动，例如女方有守节不嫁的选择，排除了男方有妻、年龄相差悬殊等情况。汉人出于传统习俗则强烈反对收继婚，朝廷因此也有限制。例如元文宗至顺元年（1330年）下敕：“诸人非其本俗，敢有弟收其嫂、子收庶母者，坐罪”。
满族传统上有娶兄弟寡妻、亲母以外的亡父遗孀等习俗。明代著作《岷峨山人譯語》記載：北方少數民族是「婦喪其夫，其家男子即可收為妻妾」，例如多爾袞的親侄肅王豪格犯了罪，多爾袞就納了豪格之妻為福晉。另一個例子就是孝莊皇太后改嫁多尔衮的野史说法虽无证据，在当时的习俗下是可行的。然而清朝建立以后，在汉文化的影响下，也开始禁止转房婚。早在清兵入關之前（天聰5年，公元1631年），皇太極已經頒下諭旨：「凡取繼母、伯嬸母、弟侄婦，永行禁止」（《皇清通誌》卷二）。到1980年代，婚姻自由下的收继婚已不再是中国社会的禁忌，但满族人对于传说中的孝庄文皇后布木布泰改嫁多爾袞一事仍感到羞耻。1989年，王扶林导演的电视剧《庄妃轶事》，因有布木布泰改嫁多尔衮的情节，引起一位满族政协委员（原文未提及姓名）的不满。他“认为这是对满族人的歪曲和诬蔑”。在上级领导干涉下，导演王扶林被迫删除这一情节:64—65。
高句丽族有「兄死妻嫂」（如山上王续娶兄长故国川王之妻），寡妇改嫁，均属常见。
日本人也曾有夫兄弟婚的情況，像是初代薩摩藩主島津忠恒的正室龜壽，本就是其伯父島津義久之女，原本嫁給忠恒之兄島津久保，在久保死後與島津忠恒再婚，讓島津忠恒得以繼承島津家。將軍德川家康的異父妹多劫姫在原先的丈夫松平忠正死後，又跟其弟松平忠吉再婚。直到江戶時代中期因儒學日益深入開始被厭惡，至1875年（明治8年）12月8日按太政官指令正式禁止。在二戰期間，因丈夫打仗死亡或失踪的日本婦人因經濟困難也有與丈夫兄弟結婚的情況。
緬甸也有此風俗，古代緬甸國王常收繼其父王的妃子（非生母），克欽族也有娶後母的風俗。

## 犹太教
妇女如果夫死无子，死者的兄弟有义务娶其为妻，生下的儿子归于死者名下。在《申命记》第25章第5節至第10節內文载：弟兄同居，若死了一個，沒有兒子，死人的妻不可出嫁外人，他丈夫的兄弟當盡弟兄的本分，娶他為妻，與他同房。婦人生的長子必歸死兄的名下，免得他的名在以色列中塗抹了。那人若不願意娶他哥哥的妻，他哥哥的妻就要到城門長老那裡，說：我丈夫的兄弟不肯在以色列中興起他哥哥的名字，不給我盡弟兄的本分。本城的長老就要召那人來問他，他若執意說：我不願意娶他，他哥哥的妻就要當著長老到那人的跟前，脫了他的鞋，吐唾沫在他臉上，說：凡不為哥哥建立家室的都要這樣待他。在以色列中，他的名必稱為脫鞋之家。
但前2世纪-公元5世纪成书的《塔木德》对利未婚做了进一步限制：必须是同父兄弟、死者无子也无女，而且双方皆同意的情况下才可进行。如有一方不同意，则要举行开脱礼：女方当着证人面脱鞋，吐唾沫在男方前的地上，并念诵特定的词句。此后女方可以改嫁他人。后代犹太教逐渐对利未婚持更加反对态度。在今天，一些正统犹太教教派还要求开脱礼，但利未婚已被废除。

## 其他国家和地区
印度、非洲肯尼亚、乌干达的一些地区也存在着这类的传统，但由于习俗要求的夫兄弟婚不符合婚姻自由的现代观念，实践人数正在减少。中国南方有夫兄弟婚习俗的民族：苗族、壮族、黎族、哈尼族、布依族、彝族、泰族 (越南)等。